# La strana coppia II
La strana coppia II (The Odd Couple II) è un film del 1998 diretto da Howard Deutch e interpretato dal duo formato da Jack Lemmon e Walter Matthau, qui nel loro ultimo film insieme, e sequel ufficiale del cult comico tratto dal testo di Neil Simon La strana coppia (1968), con la regia di Gene Saks.

## Trama
Hannah Ungar e Brucey Madison si stanno per sposare e invitano i rispettivi padri, entrambi divorziati, ad assistere al loro matrimonio. Il padre di Brucey è la tipica persona che ha tutta la casa disordinata, che perde tutti i soldi nelle scommesse sulle partite di baseball. Il padre di Hannah è l'esatto opposto, ha una paura folle dei germi e delle malattie e tutta la sua casa è ordinata dalla A alla Z. Quando decidono di partire per andare al matrimonio dei rispettivi figli non sapevano che li avrebbe aspettati un viaggio ricco di imprevisti e divertimenti. Decidono di noleggiare un'auto e partire per andare al matrimonio. Riusciranno poi a farla esplodere lanciandola inavvertitamente giù da un burrone, essere arrestati ben tre volte ed essere scagionati per altrettante volte! Andranno in macchina con dei giovani motobikers quasi ubriachi ma alla fine riusciranno ad essere presenti al matrimonio dei figli.

## Distribuzione
Nell'edizione in italiano del film i doppiatori dei protagonisti non sono quelli del 1968, visto che Renato Turi (il doppiatore di Walter Matthau) era morto nel 1991, mentre Giuseppe Rinaldi (il doppiatore di Jack Lemmon) aveva smesso di lavorare nel 1997. Vennero sostituiti rispettivamente da Carlo Baccarini e da Luciano Melani.